# إبراهيم بن هلال السجلماسي
إبراهيم بن هلال السجلماسي (817 - 903 هـ / 1414 - 1498 م) هو فقيه من علماء المالكية.
هو إبراهيم بن هلال بن علي، أبو إسحاق الفلالي السجلماسي. كان مفتي سجلماسة في المغرب في عهده وبها وفاته. من آثاره: «الدر النثير على أجوبة أبي الحسن الصغير»، طبع بفاس سنة 1313 هـ. كما طبع مؤخرا عن دار ابن حزم.

## وصلات خارجية
- الدر النثير على اجوبة ابى الحسن الصغير - مخطوطات جامعة الملك سعود